# Chimarra travei
Chimarra travei är en nattsländeart som beskrevs av Jacquemart 1963. Chimarra travei ingår i släktet Chimarra och familjen stengömmenattsländor. Inga underarter finns listade i Catalogue of Life.